# Diocesi di Lages
La diocesi di Lages (in latino Dioecesis Lagensis) è una sede della Chiesa cattolica in Brasile suffraganea dell'arcidiocesi di Chapecó. Nel 2021 contava 346.130 battezzati su 404.740 abitanti. È retta dal vescovo Guilherme Antônio Werlang, M.S.F.

## Territorio
La diocesi comprende 23 comuni nella parte centro-meridionale dello stato brasiliano di Santa Catarina: Anita Garibaldi, Bocaina do Sul, Bom Jardim da Serra, Bom Retiro, Campo Belo do Sul, Capão Alto, Celso Ramos, Cerro Negro, Correia Pinto, Curitibanos, Frei Rogério, Lages, Otacílio Costa, Painel, Palmeira, Ponte Alta do Norte, Ponte Alta, Rio Rufino, São Cristóvão do Sul, São Joaquim, São José do Cerrito, Urubici, Urupema. È la più estesa diocesi di Santa Catarina, ma anche la meno abitata.
Sede vescovile è la città di Lages, dove si trova la cattedrale di Nostra Signora delle Sette Allegrezze (Nossa Senhora des Prazeres).
Il territorio si estende su una superficie di 18.207 km² ed è suddiviso in 25 parrocchie.

## Storia
La diocesi è stata eretta il 17 gennaio 1927 con la bolla Inter praecipuas di papa Pio XI, ricavandone il territorio dalla diocesi di Santa Caterina, che contestualmente è stata elevata al rango di arcidiocesi metropolitana e ha assunto il nome di arcidiocesi di Florianópolis.
Successivamente ha ceduto a più riprese porzioni del suo territorio a vantaggio dell'erezione di nuove circoscrizioni ecclesiastiche e precisamente: la prelatura territoriale di Palmas (oggi diocesi di Palmas-Francisco Beltrão) il 9 dicembre 1933; la diocesi di Chapecó (oggi arcidiocesi) il 14 gennaio 1958; la diocesi di Caçador il 23 novembre 1968; la diocesi di Joaçaba il 12 giugno 1975.
Originariamente suffraganea dell'arcidiocesi di Florianópolis, il 5 novembre 2024 è entrata a far parte della provincia ecclesiastica di Chapecó.

## Cronotassi dei vescovi
Si omettono i periodi di sede vacante non superiori ai 2 anni o non storicamente accertati.
- Daniel Henrique Hostin, O.F.M. † (2 agosto 1929 - 17 novembre 1973 deceduto)
- Honorato Piazera, S.C.I. † (17 novembre 1973 succeduto - 18 febbraio 1987 ritirato)
- João Oneres Marchiori † (18 febbraio 1987 succeduto - 11 novembre 2009 ritirato)
- Irineu Andreassa, O.F.M. (11 novembre 2009 - 30 novembre 2016 nominato vescovo di Ituiutaba)
- Guilherme Antônio Werlang, M.S.F., dal 7 febbraio 2018

## Statistiche
La diocesi nel 2021 su una popolazione di 404.740 persone contava 346.130 battezzati, corrispondenti all'85,5% del totale.
| anno | popolazione | popolazione | popolazione | presbiteri | presbiteri | presbiteri | presbiteri                | diaconi | religiosi | religiosi | parrocchie |
| anno | battezzati  | totale      | %           | numero     | secolari   | regolari   | battezzati per presbitero | diaconi | uomini    | donne     | parrocchie |
| ---- | ----------- | ----------- | ----------- | ---------- | ---------- | ---------- | ------------------------- | ------- | --------- | --------- | ---------- |
| 1950 | 412.443     | 447.848     | 92,1        | 103        | 24         | 79         | 4.004                     |         | 124       | 286       | 32         |
| 1966 | 620.000     | 650.000     | 95,4        | 142        | 43         | 99         | 4.366                     |         | 145       | 564       | 57         |
| 1968 | 600.000     | 700.000     | 85,7        | 141        | 44         | 97         | 4.255                     |         | 127       | 590       | 57         |
| 1976 | 235.000     | 266.810     | 88,1        | 47         | 23         | 24         | 5.000                     | 5       | 30        | 180       | 20         |
| 1980 | 292.000     | 332.000     | 88,0        | 60         | 31         | 29         | 4.866                     | 5       | 31        | 185       | 20         |
| 1990 | 368.000     | 390.000     | 94,4        | 61         | 33         | 28         | 6.032                     | 8       | 29        | 185       | 22         |
| 1999 | 412.000     | 450.000     | 91,6        | 66         | 42         | 24         | 6.242                     | 4       | 25        | 185       | 23         |
| 2000 | 416.000     | 455.000     | 91,4        | 60         | 36         | 24         | 6.933                     | 7       | 25        | 184       | 23         |
| 2001 | 420.000     | 460.000     | 91,3        | 52         | 44         | 8          | 8.076                     | 6       | 10        | 184       | 23         |
| 2002 | 315.000     | 350.000     | 90,0        | 58         | 39         | 19         | 5.431                     | 5       | 25        | 185       | 23         |
| 2003 | 290.000     | 330.000     | 87,9        | 53         | 34         | 19         | 5.471                     | 6       | 20        | 200       | 24         |
| 2004 | 290.000     | 338.301     | 85,7        | 52         | 34         | 18         | 5.576                     | 6       | 27        | 180       | 23         |
| 2013 | 325.000     | 380.000     | 85,5        | 56         | 40         | 16         | 5.803                     | 6       | 16        | 147       | 24         |
| 2016 | 332.700     | 389.000     | 85,5        | 57         | 41         | 16         | 5.836                     | 12      | 16        | 147       | 25         |
| 2019 | 340.730     | 398.420     | 85,5        | 48         | 31         | 17         | 7.098                     | 11      | 17        | 147       | 25         |
| 2021 | 346.130     | 404.740     | 85,5        | 33         | 33         |            | 10.488                    | 12      |           | 150       | 25         |